# Месслендер, Геральд
Геральд Месслендер (нем. Gerald Messlender; 1 октября 1961 года, Баден, Австрия — 20 июня 2019) — австрийский футболист, защитник.
Прежде всего известен выступлениями за клубы «Адмира/Ваккер», «Сваровски-Тироль», а также национальную сборную Австрии.

## Клубная карьера
Во взрослом футболе дебютировал в 1979 году выступлениями за команду клуба «Адмира-Ваккер», в котором провел семь сезонов, приняв участие в 142 матчах чемпионата. Большинство времени, проведённого в составе «Адмиры-Ваккер», был основным игроком защиты команды.
Своей игрой за эту команду привлек внимание представителей тренерского штаба клуба «Сваровски-Тироль», к составу которого присоединился в 1986 году. Сыграл за команду из Инсбрука следующие два сезона своей игровой карьеры.
В 1991 году вернулся в клуб «Адмира/Ваккер». На этот раз провёл в составе его команды два сезона.
Завершил профессиональную игровую карьеру в клубе «Аустрия (Лустенау)», за команду которого выступал на протяжении 1994—1995 годов.

## Выступления за сборную
В 1983 году дебютировал в официальных матчах в составе национальной сборной Австрии. В национальной команде за 5 лет провёл 15 матчей.
В составе сборной был участником чемпионата мира 1982 года в Испании.